# 圣休伯特拱廊街

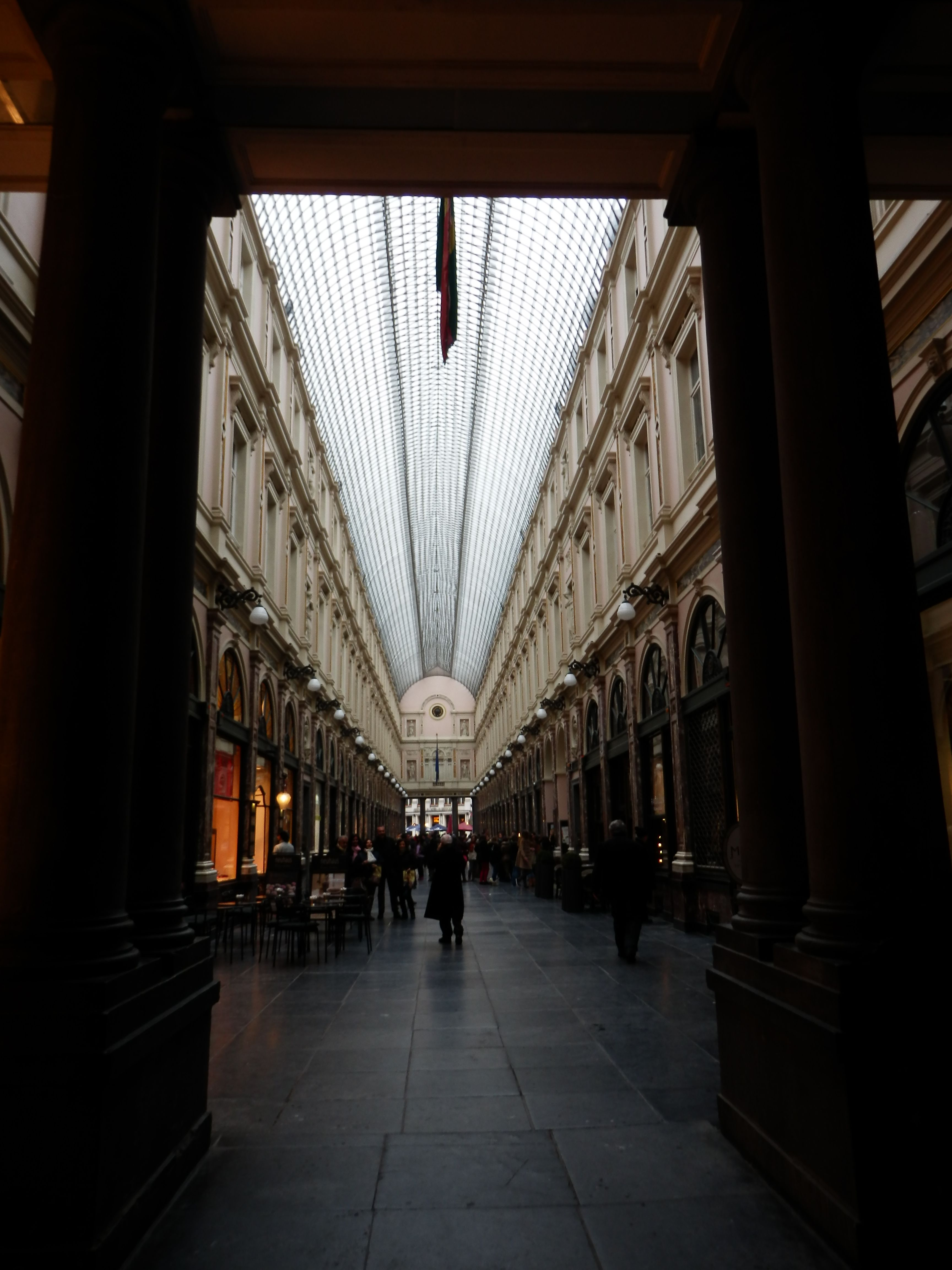
圣休伯特拱廊街

圣休伯特拱廊街（法語：Galeries Royales Saint-Hubert），又译聖於貝爾長廊，是位於比利時首都布魯塞爾的一個著名的修建於19世紀的商場，其建築風格類似聖彼得堡的帕薩茲拱廊街和米蘭的埃馬努埃萊二世拱廊街。

## 外部連結
- Galeries' official website

50°50′51″N 4°21′17″E / 50.847483°N 4.354773°E